# Apeninos ligures

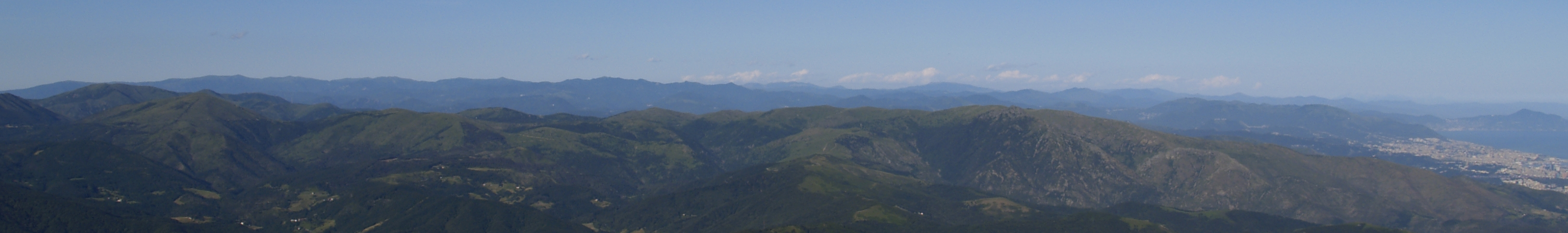
Panorama de los Apeninos ligures desde el Bric del Dente, en las cercanías del paso del Faiallo.

Los Apeninos ligures constituyen el tramo inicial de los Apeninos septentrionales y por lo tanto de la cordillera de los Apeninos. 
Se extiende entre el Colle di Cadibona o Bocchetta di Altare, en la provincia de Savona, y el paso de la Cisa, en el límite entre la provincia de Parma y la de Massa-Carrara. El Colle di Cadibona lo separa de los Alpes ligures, mientras que el paso de la Cisa lo divide de los Apeninos tosco-emilianos.
Sus montañas se alzan sobre cinco regiones: Liguria (provincias de Savona, Génova y La Spezia), Piamonte (provincia de Alessandria), Lombardía (provincia de Pavía),  Emilia-Romaña (provincias de Plasencia y Parma) y Toscana (provincia de Massa-Carrara). 
La cima más alta es el Monte Maggiorasca (1.804 m s. n. m.).

## Características generales
Entre el Colle di Cadibona (458 m) y el Colle del Giovo (516 m) la altitud permanece siempre por debajo de los 900 m s. n. m.
Al este del Giovo se alza el Grupo del Beigua, vasto macizo formado por rocas metamórficas de naturaleza ultrabásica (ofiolitos de tipo alpino del "Grupo de Voltri"), que presenta morfologías a menudo ásperas y accidentadas y alcanza la cota más elevada en el Monte Beigua (1286 m). En este tramo la divisoria de aguas ligur-padana hace medir la distancia mínima al mar de Liguria, de hecho la cima del Monte Reixa (1183 m) se encuentra a menos de 6 km en línea recta del litoral de Arenzano. La morfología del Grupo del Beigua está además caracterizada por una marcada falta de simetría entre la vertiente marítima, a menudo muy inclinada y caracterizada por notables estructuras rocosas, como las que formas las laderas meridionales del Monte Rama (1150 m) y del Monte Argentea (1086 m) y la vertiente padana (cuenca del Erro y del Orba) que presenta rasgos morfológicos menos ásperos y pendientes más atenuadas, aunque no faltan valles rocosos y encastrados como el valle Gargassa, cerca de Rossiglione) y relieves rocosos.
Tras el paso del Faiallo (1044 m) y el Bric del Dente (1109 m), la crestería se degrada rápidamente hacia el paso del Turchino (588 m). Al norte del Turchino se abre el valle Stura, torrente que nace en la meseta de Praglia y desemboca en el Orba cerca de Ovada, mientras que al sur se encuentran los pequeños valles del Leiro y del Cerusa que descienden rápidamente hacia Voltri, la delegación más occidental de Génova.
Tras las depresiones altimétricas del paso del Turchino y del Giovo Piatto (661 m) la cresta principal vuelve a salir, para superar nuevamente los 1000 m de altitud con el M. Taccone (1113 m) y el M. Leco (1071 m) mientras que en dirección norte y oeste de las breves dorsales se desarrollan hacia el Valle del Po, contando algunas cimas de una cierta importancia, entre ellas el M. delle Figne (1172 m), el M. Tobbio (1092 m) y la Costa Lavezzara (1081 m), hoy incluidas en el parque regional piamontés de las Capanne di Marcarolo; como por el macizo del Beigua también esta zona se caracteriza por sustratos ofiolíticos (un metamorfismo alpino) del "Grupo de Voltri" y forma geológicamente parte del sistema alpino.
Tras el paso dei Giovi (472 m) la crestería apenínica principal se aleja del mar, dejando mayor espacio a los valles sobre la vertiente que da al mar (Valle Bisagno, Valle Fontanabuona) y desarrollándse hacia el norte con ramales articulados y que entran más allá de los límites con la región de Liguria, con cimas que alcanzan alturas significativas como el M. Lesima (1724 m), el M. Ebro (1701 m), el M. Alfeo (1651 m) y el M. Antola (1597 m) con valles y laderas caracterizadas por una estructura morfológica compleja; más al Este, tierra adentro de Chiavari, después del paso de la Forcella (875 m), se desarrolla una imponente dorsal montañosa, que, destacando en las proximidades de la cresta principal, en los alrededores del M. Aiona (1702 m), se desarrolla en dirección norte, formando la dorsal que divide la cuenca del Aveto de aquellos del Ceno y del Nure, se trata del tramo con una altitud media más elevada de todos los Apeninos ligures, a lo largo del cual se alzan las cimas del M. Penna (1735 m), del M. Maggiorasca (1804 m), del M. Nero (1752 m), del M. Ragola (1711 m) y del M. Roncalla (1686 m).
Tras el Paso del Bocco (956 m), en correspondencia con el M. Zatta (1404 m) y por lo tanto a la entrada de la provincia de La Spezia, se destaca de la cresta principal una cadena secundaria que recorre por detrás de la costa y por lo tanto paralela a los mismos Apeninos, que en el extremo meridional individualiza la franja costera de las Cinque Terre y de ahñi el promontorio occidental del golfo de La Spezia, con el ápice Portovenere.
La cresta principal se mantiene, en vez de ello, más al interior, y rodea al norte el valle de Vara, para encontrar una nueva culminación en el grupo del M. Gottero (1639 m), en el límite entre las provincias de La Spezia, Parma y Massa, con un ramal meridional que hacia el sureste se cierra en el aconfluencia de los ríos Magra y Vara.
Al este del grupo del Monte Gottero, el paso del Brattello y de ahí la última elevación del M. Molinatico (1549 m) preceden al Passo de la Cisa (1039 m) y a los Apeninos tosco-emilianos. Según algunos autores, los Apeninos ligures terminarían en correspondencia del paso del Brattello, mientras que desde un punto de vista rigurosamente geológico la cadena de los Apeninos sólo empieza en el paso de la Bocchetta (772 m), situado entre los valles Polcevera y Lemme, alrededor de 17 km en línea recta al noroeste de Génova.